# Fernand Gregh

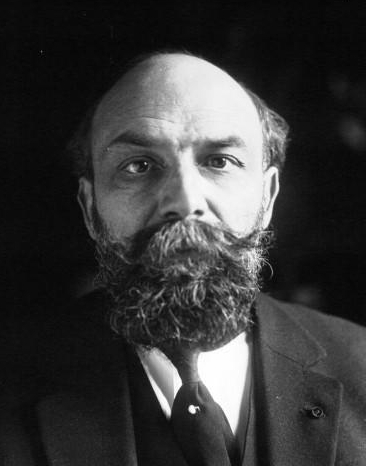
Fernand Gregh in 1922

Fernand Gregh (Parijs, 14 oktober 1873 – Parijs, 5 januari 1960) was een Frans dichter en literair criticus.
Gregh was de zoon van de componist Louis Gregh (1843-1915). Aan het einde van de 19e eeuw startte hij het literaire tijdschrift Le Banquet, waarin hij zijn eerste gedichten publiceerde. In het blad publiceerden onder andere Marcel Proust en Jacques Bizet. Gregh was tevens werkzaam als literair journalist en essayist. Later schreef hij ook toneelstukken. Zijn eerste toneelstuk Triomphe beleefde in 1919 in de Opéra de Paris met Sarah Bernhardt in de hoofdrol de première.
In 1953 werd Gregh gekozen in de Académie française. Hij was getrouwd met dichteres Harlette Hayem (1881-1958).
Fernand Gregh overleed in 1960 op 87-jarige leeftijd in zijn woning in Parijs.
- Biblioteca Nacional de España: XX1290416
- Bibliothèque nationale de France: cb121817682 (data)
- Gemeinsame Normdatei: 118718649
- International Standard Name Identifier: 0000 0001 2280 9298
- Library of Congress Control Number: no89002456
- Base Léonore: 19800035/359/48290
- MusicBrainz: 141f065d-c114-4496-a126-1b13568bec52
- Nationale Bibliotheek van Tsjechië: xx0058906
- Nationale Bibliotheek van Israël: 987007443476605171
- Nederlandse Thesaurus van Auteursnamen: 067659519
- SNAC: w65q5fq9
- Système universitaire de documentation: 030394732
- Virtual International Authority File: 64049900
- WorldCat: E39PBJcc7vcqryXyFCcYhBdYT3